# Hellmuth Stieff
Hellmuth Stieff est un Generalmajor allemand de la Seconde Guerre mondiale, né le 6 juin 1901 à Deutsch Eylau et mort exécuté le 8 août 1944 à Berlin. Il a été un résistant au régime nazi.

## Biographie

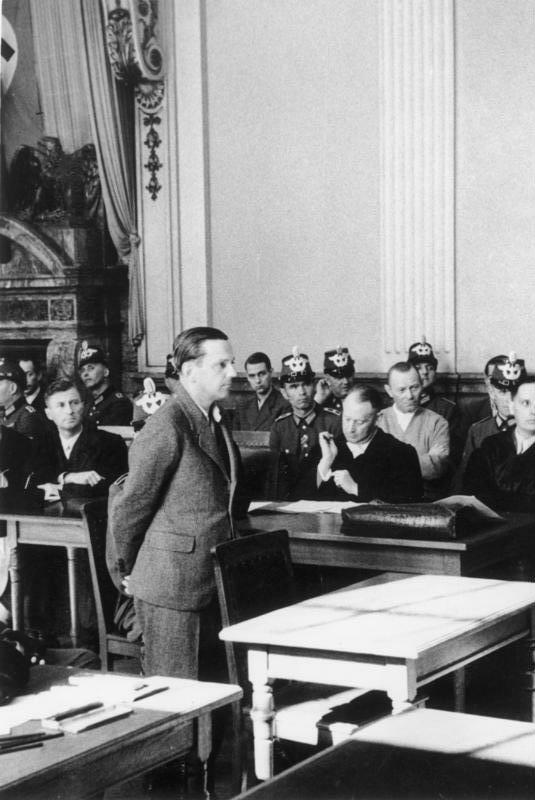
Hellmuth Stieff devant le Volksgerichtshof le 7 août 1944, la veille de sa condamnation et de sa pendaison le même jour.

Dégoûté des atrocités commises sur les ordres d'Adolf Hitler dans la Pologne occupée, il entra activement dans la résistance au nazisme. Travaillant à l'Oberkommando des Heeres et ayant accès à des explosifs, Stieff planifia un attentat-suicide contre Hitler au château de Klessheim le 7 juillet 1944 à l'occasion d’une présentation de nouveaux uniformes, mais ne put activer sa charge. Non démasqué, il aida peu après Claus von Stauffenberg lors de l'attentat du 20 juillet. Rapidement arrêté et torturé, il fut jugé, condamné à mort le 8 août et exécuté par pendaison le même jour à la prison de Plötzensee.